# Herb Lubniewic
Herb Lubniewic – jeden z symboli miasta Lubniewice i gminy Lubniewice w postaci herbu ustanowiony przez radę miejską 16 sierpnia 2013.

## Wygląd i symbolika
Herb przedstawia w srebrnym polu postać kobiety w błękitnej sukni. Ukoronowana złotą koroną i przepasana złotym pasem z długimi złotymi włosami i złotymi pantoflami. W obu dłoniach kobieta trzyma złote jabłka.

## Historia
Herb nawiązuje do niemieckiej nazwy miasta – Königswalde (pol. Królewskie Lasy). Herb ten przedstawiał nagą kobietę w koronie z długimi włosami, trzymającą w dłoniach jodły. Jodły nawiązywały do lasu, korona do króla. Naga kobieta kojarzyła się natomiast z syrenami, rusałkami i duchami leśnymi.